# Vista Chinesa

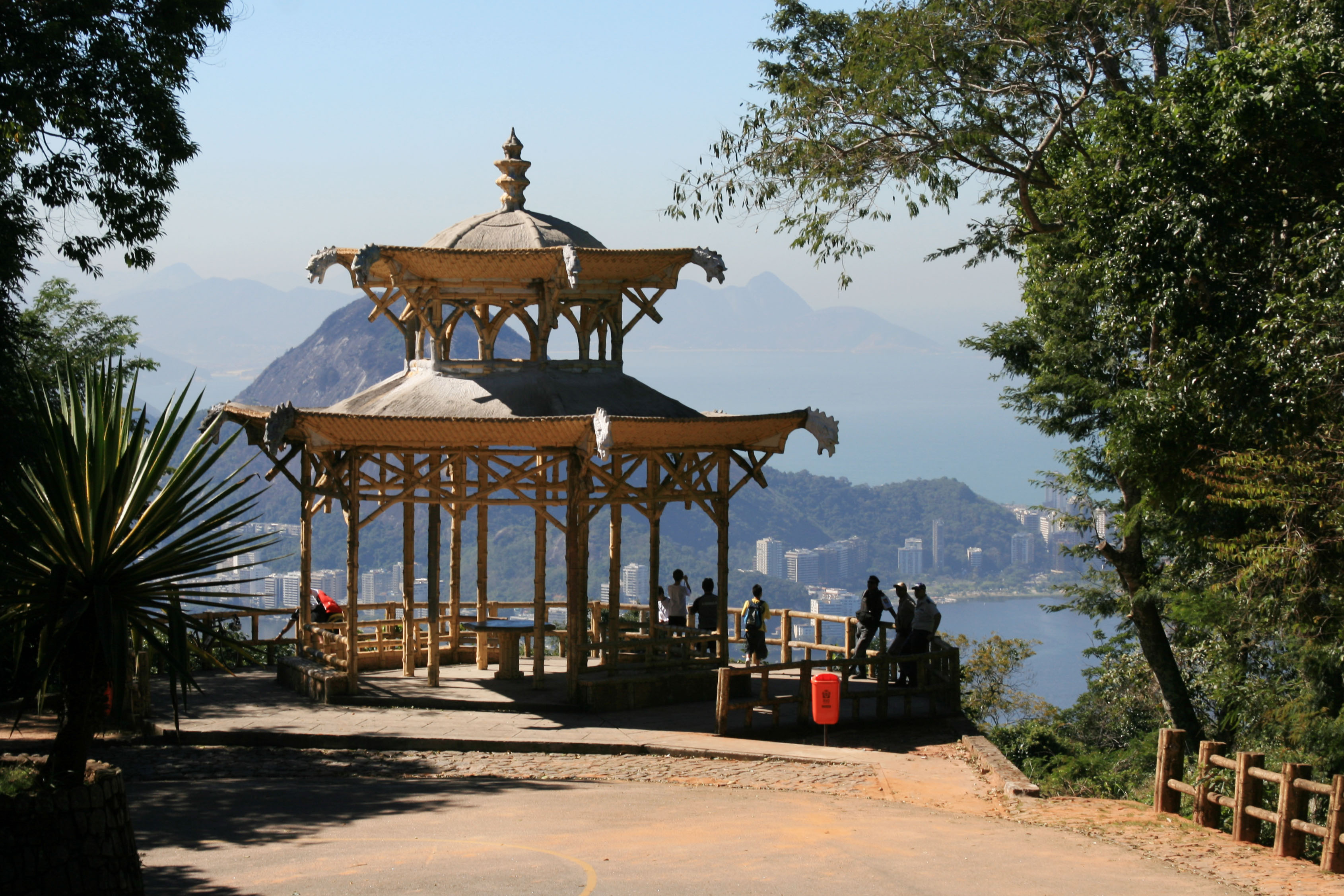
Pavillon am Vista Chinesa

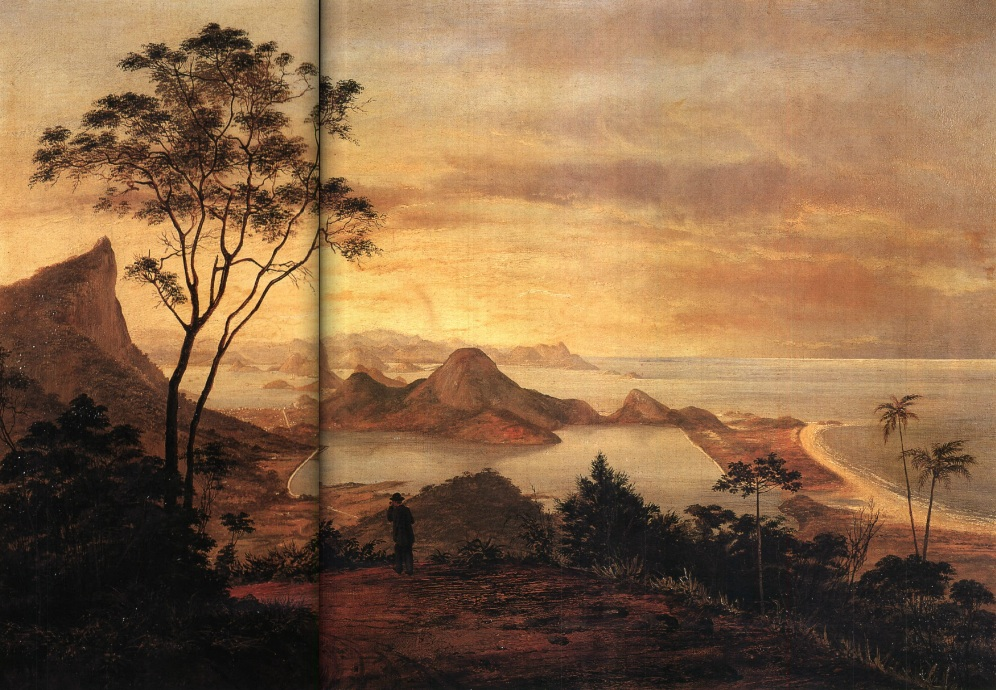
Gemälde von Nicola Antonio Facchinetti - Mesa do Imperador da Vista Chinesa

Vista Chinesa (Chinesischer Aussichtspunkt) ist ein Aussichtspunkt mit einem Denkmal im Tijuca-Nationalpark. Der unter Denkmalschutz stehende Pavillon ist berühmt für seinen orientalisch-chinesischen Baustil. Er befindet sich in einer Kurve der Estrada da Vista Chinesa in einer Höhe von 380 m am Steilabfall der Serra da Carioca. Mit spektakulärem Blick auf die Stadt Rio de Janeiro wurde es in China als bestes chinesisches Portal außerhalb des Landes ausgezeichnet. Touristen und Besucher können fast den gesamten zentralen Teil von Rio de Janeiro sehen, einschließlich Leblon, Ipanema, Jardim Botânico und Copacabana.

## Geschichte
Seit 1856 war der Botanische Garten von Rio mit Alto da Boa Vista durch eine Kutschenstraße verbunden, die unter dem Einfluss von Luís Pedreira do Couto Ferraz (1867 bis 1886 stellvertretender General, Präsident der Provinz Rio de Janeiro, Staatsrat und Senator des Kaiserreichs Brasiliens) eröffnet wurde und deren Ausführung und Wartung Thomas Cochrane unter Vertrag genommen wurde. Die Chronik der Stadt berichtet, dass bei dieser Arbeit Kuli-Arbeiter aus Macau, China, eingesetzt wurden, um den Reisanbau zu entwickeln, die jedoch keine landwirtschaftlichen Fähigkeiten zeigten und deshalb zum Bau einer Straße in dieser Gegend eingesetzt wurden.  1844 registrierte eine Karte der Gegend ein Gebäude namens "Casa dos Chinas". Das erklärt wahrscheinlich, warum Bürgermeister Francisco Pereira Passos 1903 nach einem Projekt des Architekten Luis Rei an dieser Straße einen Pavillon im chinesischen Stil errichtete. Weiter oben wurde ein Ort, der als Rastplatz für die häufigen Spaziergänge der kaiserlichen Familie diente, Mesa do Imperador genannt.

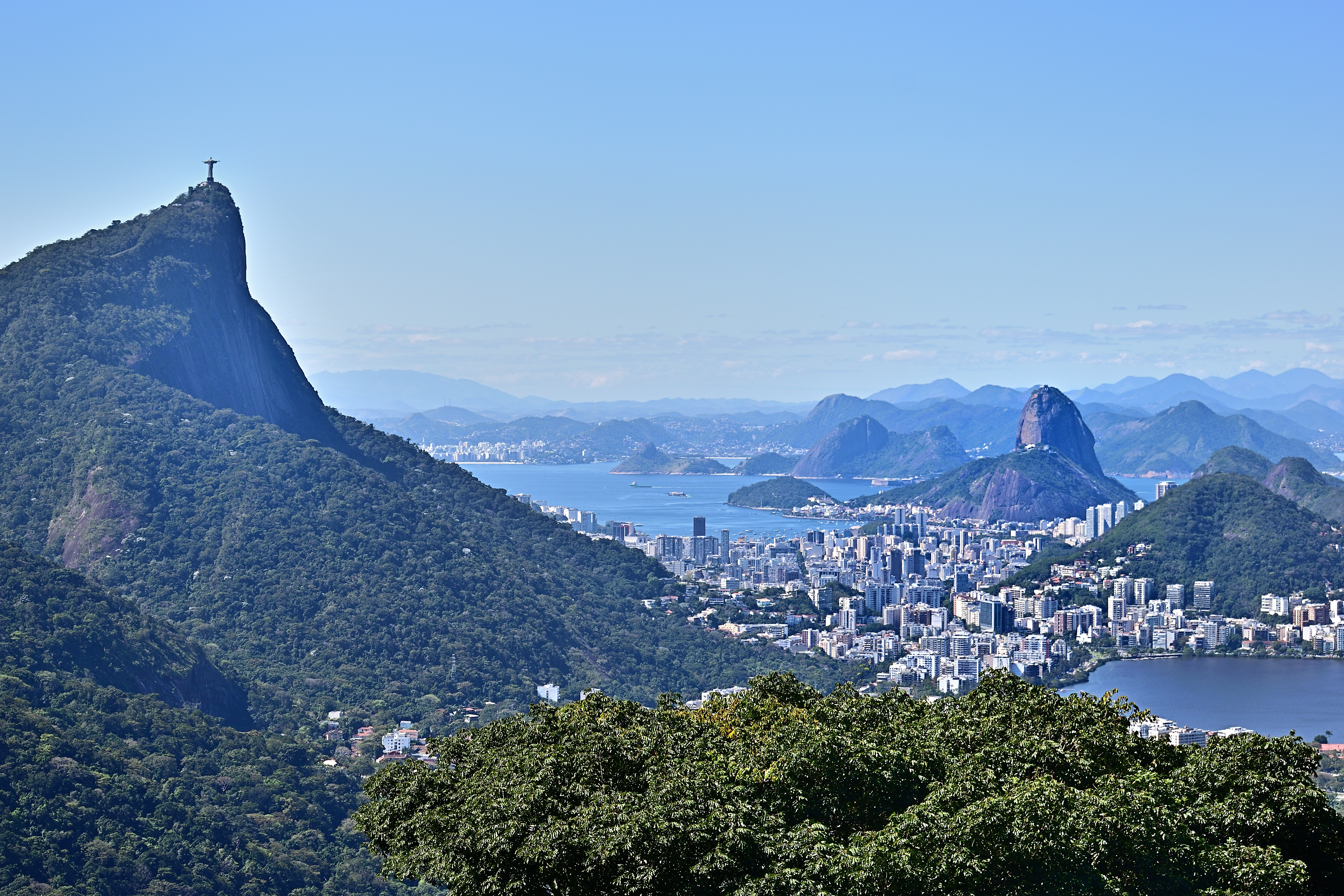
Blick auf den Corcovado und den Pão de Açúcar
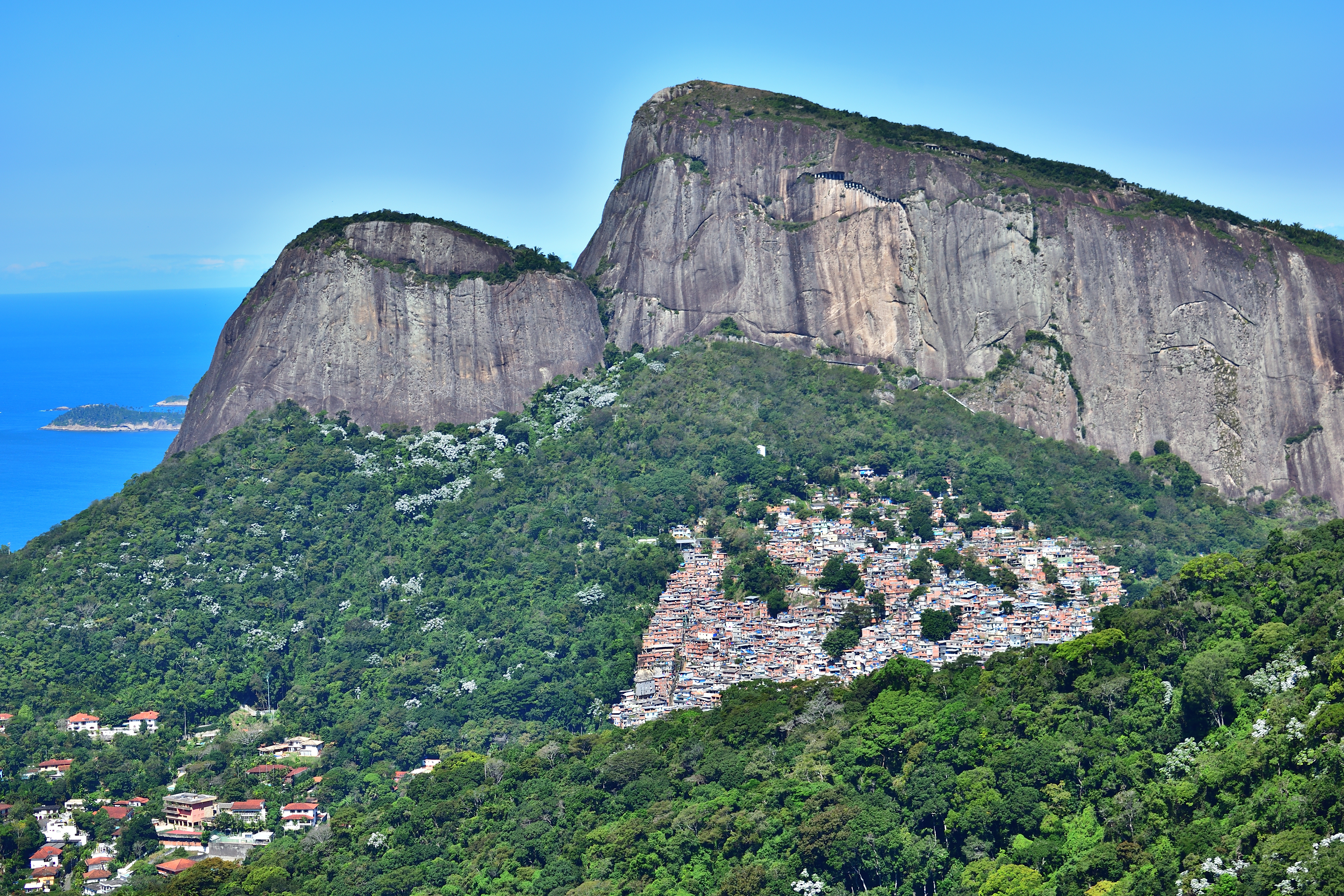
Blick auf die Favela Rocinha
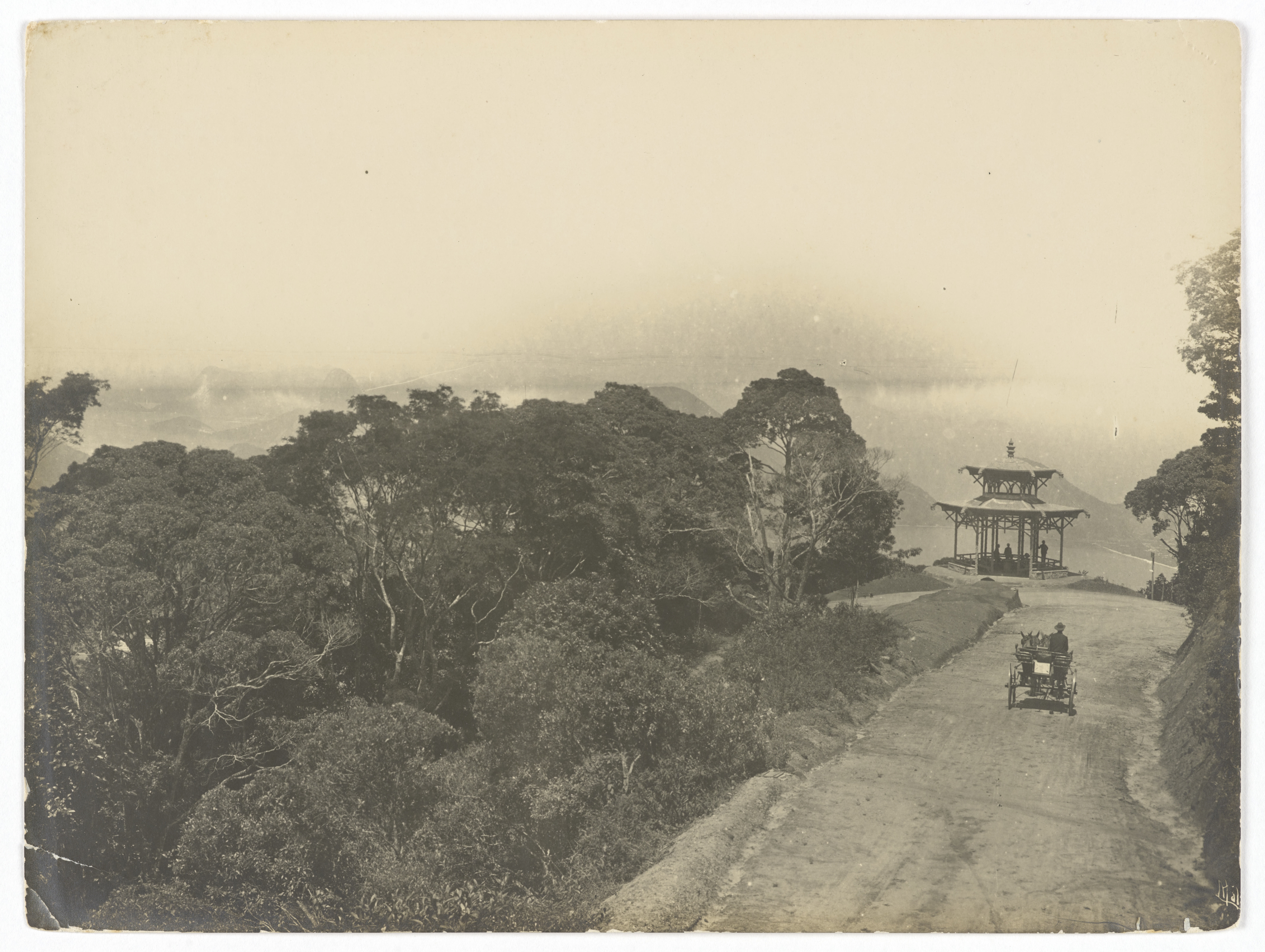
Historische Postkarte von Vista Chinesa